# Malone (folyó)
A Malone 48 km hosszú folyócska Torinóban, Piemontban, Olaszország északnyugati részén. A Pó folyó bal oldali mellékfolyója, amely átfolyik Canavesén.

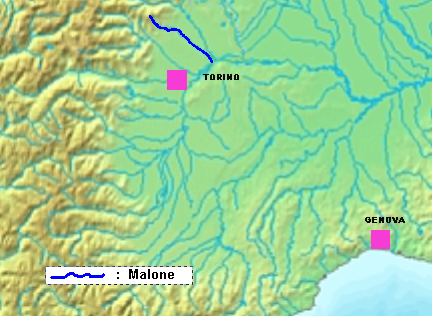
Elhelyezkedése

## Földrajza
A folyó a Monte Soglión ered, ahonnan közvetlenül és gyorsan rohan Corio, Rocca Canavese, Barbania és Front településeken keresztül, és egyre jelentõsebbé válik, amint a jobb oldaláról, a Riserva Naturale della Vauda természetvédelmi területrõl leszálló patakok beleömlenek. A Malone ezután elhalad Rivarossa, Lombardore és San Benigno Canavese mellett, majd megérkezik Brandizzóba (Chivasso közelében), ahol belép a Póba.

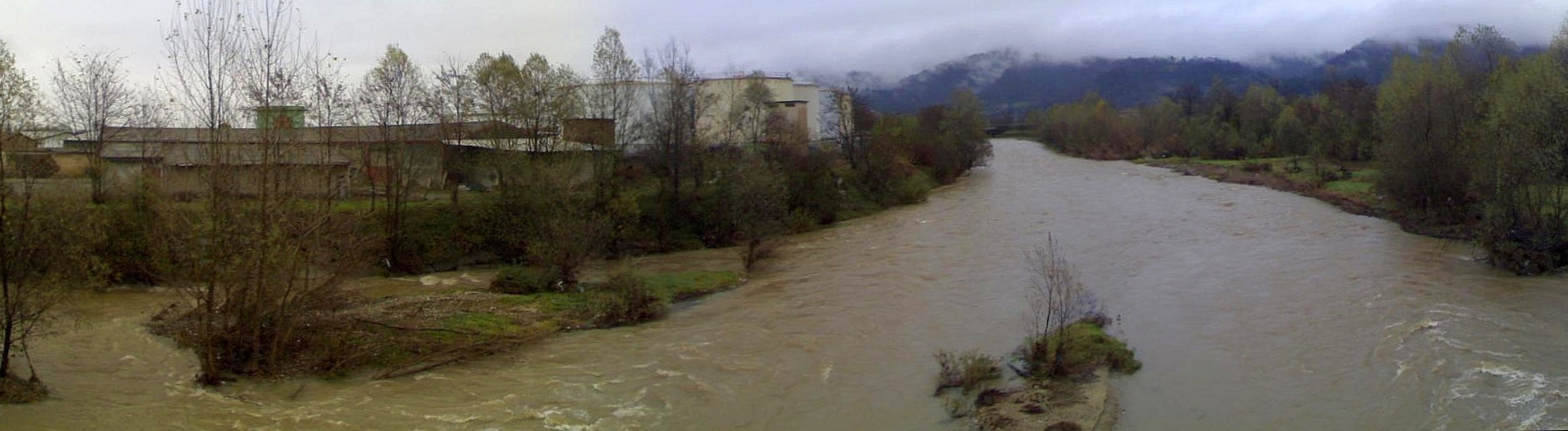
A Malone-patak heves esőzések után Brandizzóban (2010 őszén)

Az olasz torrente szó, amelyet pataknak fordítanak, olyan folyóra utal, amelyben az áramlás széles és nagyjából előre látható évszakos változásnak van kitéve. A torrenték nyáron gyakran kiszáradnak.
A teljes áradásban lévő Malone azonban a szó szoros értelmében valóban özönlő lehet. Az átlagos vízhozam körülbelül 7 m³/s a százszorosára nőhet, és nagy károkat okozhat, ahogy az a 2000-es októberi árvízben történt.

## Fordítás
- Ez a szócikk részben vagy egészben  a   Malone (river) című angol Wikipédia-szócikk ezen változatának fordításán alapul.  Az eredeti cikk szerkesztőit annak laptörténete sorolja fel. Ez a jelzés csupán a megfogalmazás eredetét és a szerzői jogokat jelzi, nem szolgál a cikkben szereplő információk forrásmegjelöléseként.

- A Wikimédia Commons tartalmaz Malone témájú kategóriát.